# ألعاب الدول الصغيرة الأوروبية 1997
عقدت ألعاب الدول الصغيرة الأوروبية 1997 في جمهورية أيسلندا في الفترة من 2 يونيو إلى 7 يونيو.

## الرياضات
- ألعاب القوى.
- كرة السلة.
- ركوب الدراجات.
- الجمباز.
- الجودو.
- الرماية.
- الاسكواش.
- السباحة.
- تنس الطاولة.
- التنس.
- كرة الطائرة.

## جدول الميداليات
الجدول التالي يوضح أسماء الدول وعدد الميداليات التي حصلت عليها كل دولة:
| الترتيب | منتخب      | ذهبية | فضية | برونزية | المجموع |
| ------- | ---------- | ----- | ---- | ------- | ------- |
| 1       | أيسلندا    | 33    | 32   | 32      | 97      |
| 2       | قبرص       | 30    | 25   | 14      | 69      |
| 3       | موناكو     | 7     | 6    | 14      | 27      |
| 4       | مالطا      | 5     | 10   | 12      | 27      |
| 5       | سان مارينو | 3     | 5    | 11      | 19      |
| 6       | أندورا     | 3     | 5    | 10      | 18      |
| 7       | لوكسمبورغ  | 4     | 3    | 9       | 16      |
| 8       | ليختنشتاين | 2     | 3    | 3       | 8       |